# Celestus sepsoides
Celestus sepsoides är en ödleart som beskrevs av  Gray 1852. Celestus sepsoides ingår i släktet Celestus och familjen kopparödlor. IUCN kategoriserar arten globalt som livskraftig. Inga underarter finns listade i Catalogue of Life.